# Moura Coutinho
João de Moura Coutinho de Paiva Cardoso de Lima de Almeida d’Eça (Arcos, Anadia, 25 de Março de 1872 – Braga, 20 de janeiro de 1954 (81 anos)) foi um arquitecto português.

## Biografia
Nascido em Arcos, Anadia, era filho de José Maria Cardoso de Lima (natural de Coimbra) e de Maria Francisca de Moura Coutinho e Paiva Cardoso (do Porto).
Em 1889, com apenas dezassete anos de idade torna-se apontador para a direcção das obras públicas de Braga. 
A seu pedido é transferido para Coimbra em 1890 onde exerce como apontador de 1.ª classe na direcção das obras públicas do distrito de Coimbra e em 1903 encontrava-se na primeira direcção de obras públicas do distrito de Lisboa.

## Obras em Braga
- Ateneu Comercial (1910)
- Asilo Conde de Agrolongo (1914)
- Banco Nacional Ultramarino [Destruído]
- Hotel Aliança [Destruído]
- Escola Secundária de Sá de Miranda (obras de adaptação)
- Edifício dos Correios
- O Nosso Café
- Edifício do Banco de Portugal
- Theatro Circo.
- Edifício da Rua S. Vicente n.º 94
- Edifício da Rua dos Capelistas n.º 51
- Edifício do Gaveto da Rua do Raio com a Rua 31 de Janeiro
- Edifício do Largo São João do Souto n.º 33
- Edifícios da Rua Júlio Lima
- Edifício da Farmácia Brito - Avenida da Liberdade

## Obras no resto do país
No país são de sua autoria, entre outros:
- Igreja de Caldas das Taipas;
- Antiga agência do Banco do Minho na Avenida dos Aliados, no Porto;
- Banco de Portugal em Viseu;
- Edifício da Câmara Municipal da Lousã;
- Antiga igreja de S. José na Póvoa de Varzim (1915)

## Livros
Em vida não chegou a ver o seu livro publicado, saindo postumamente:
- São Frutuoso de Montélios: As artes pré-românicas em Portugal, com prefácio de Egídio Guimarães e Francisco José Veloso (1978)

## Galeria de fotografias

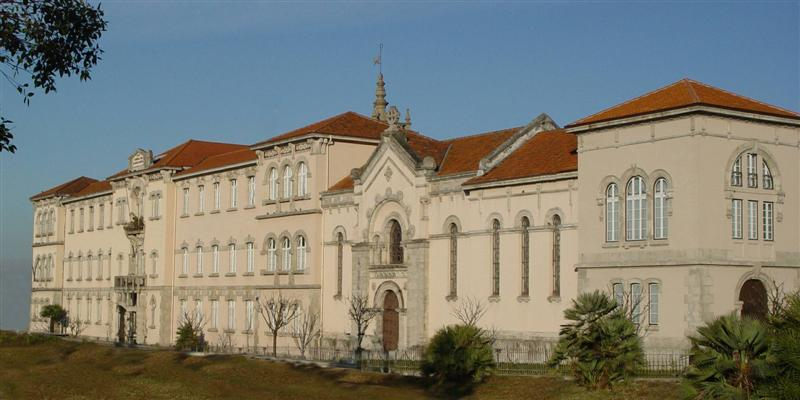
Lar Conde de Agrolongo
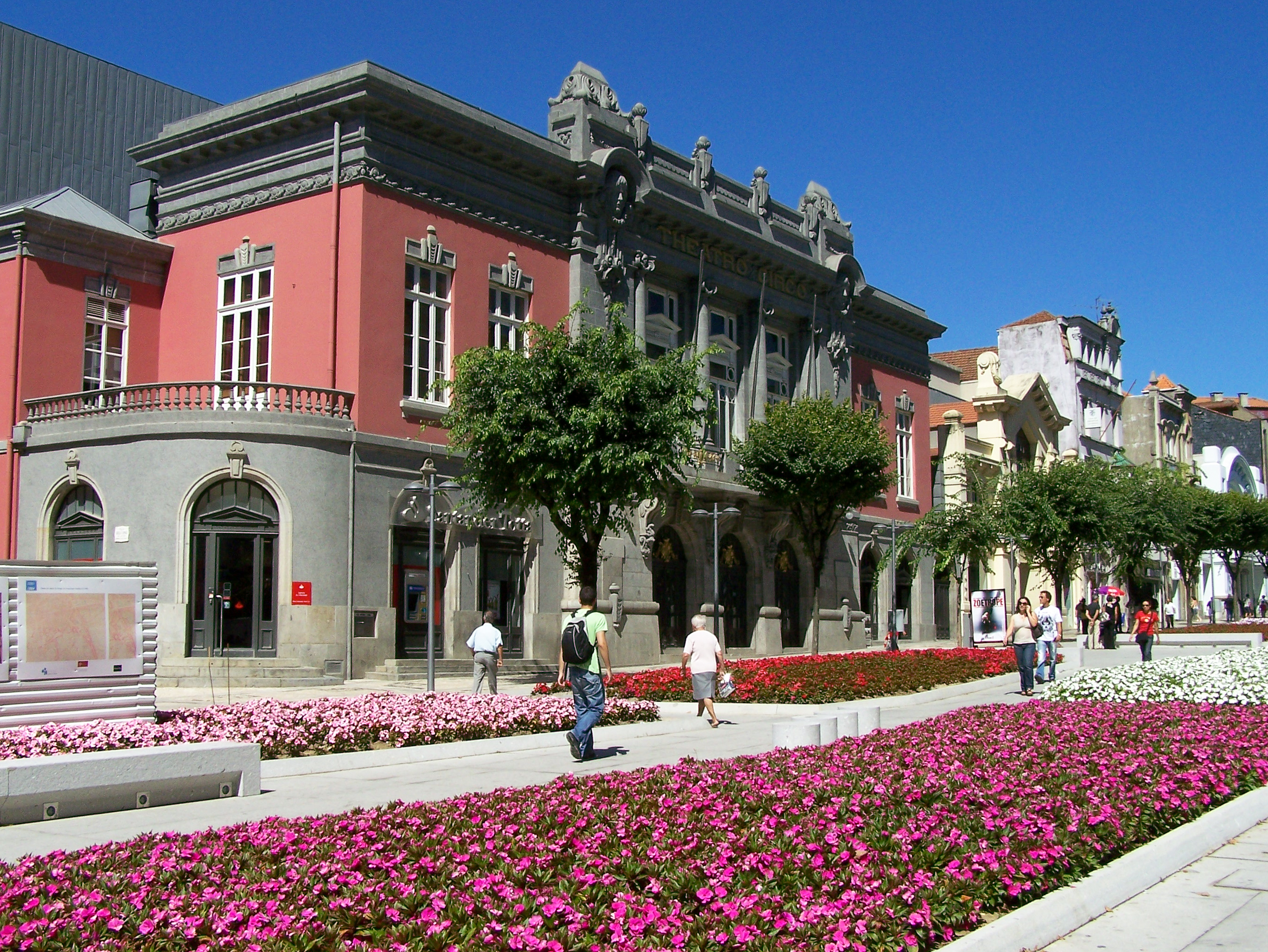
Theatro Circo (exterior)
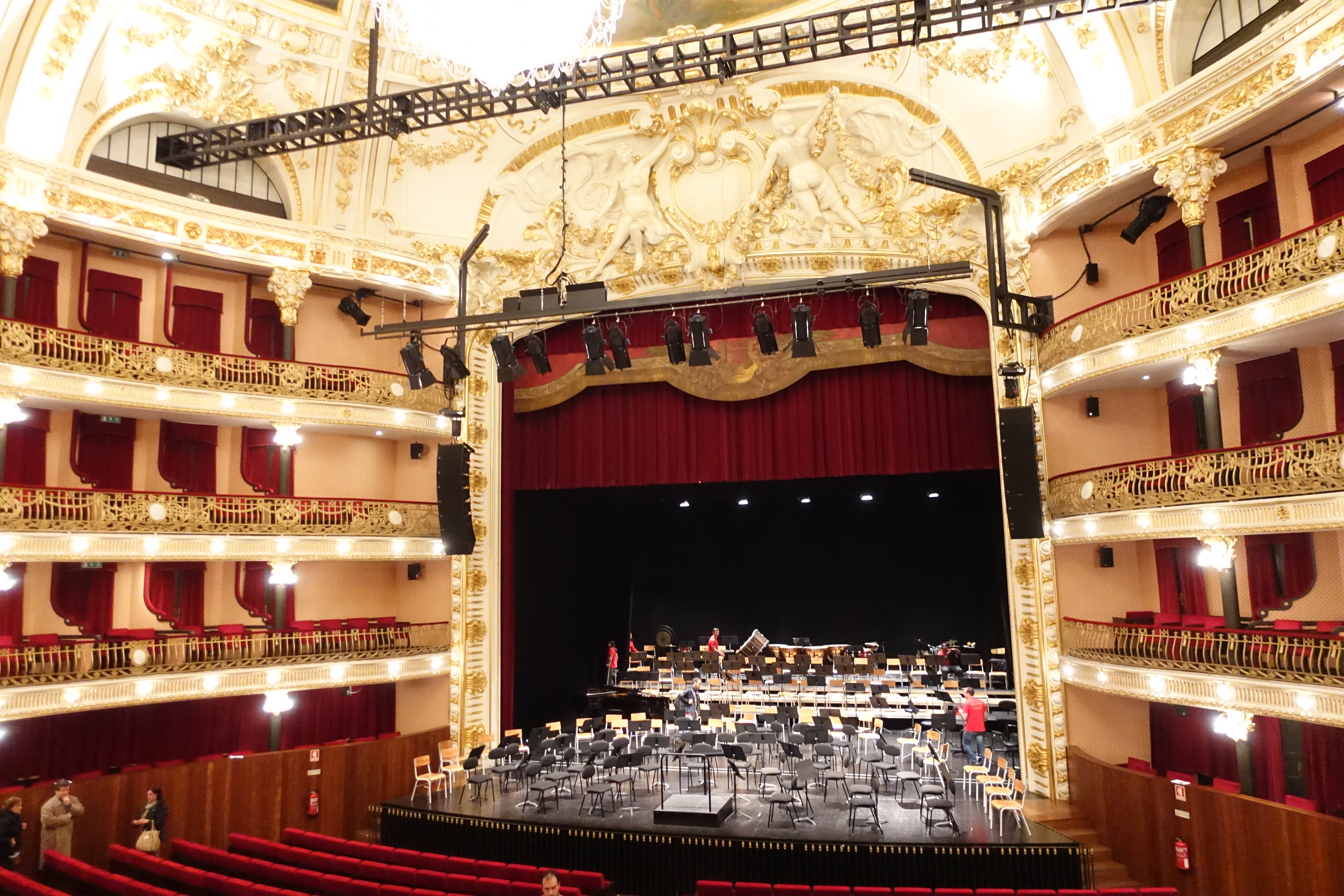
Theatro Circo (interior)
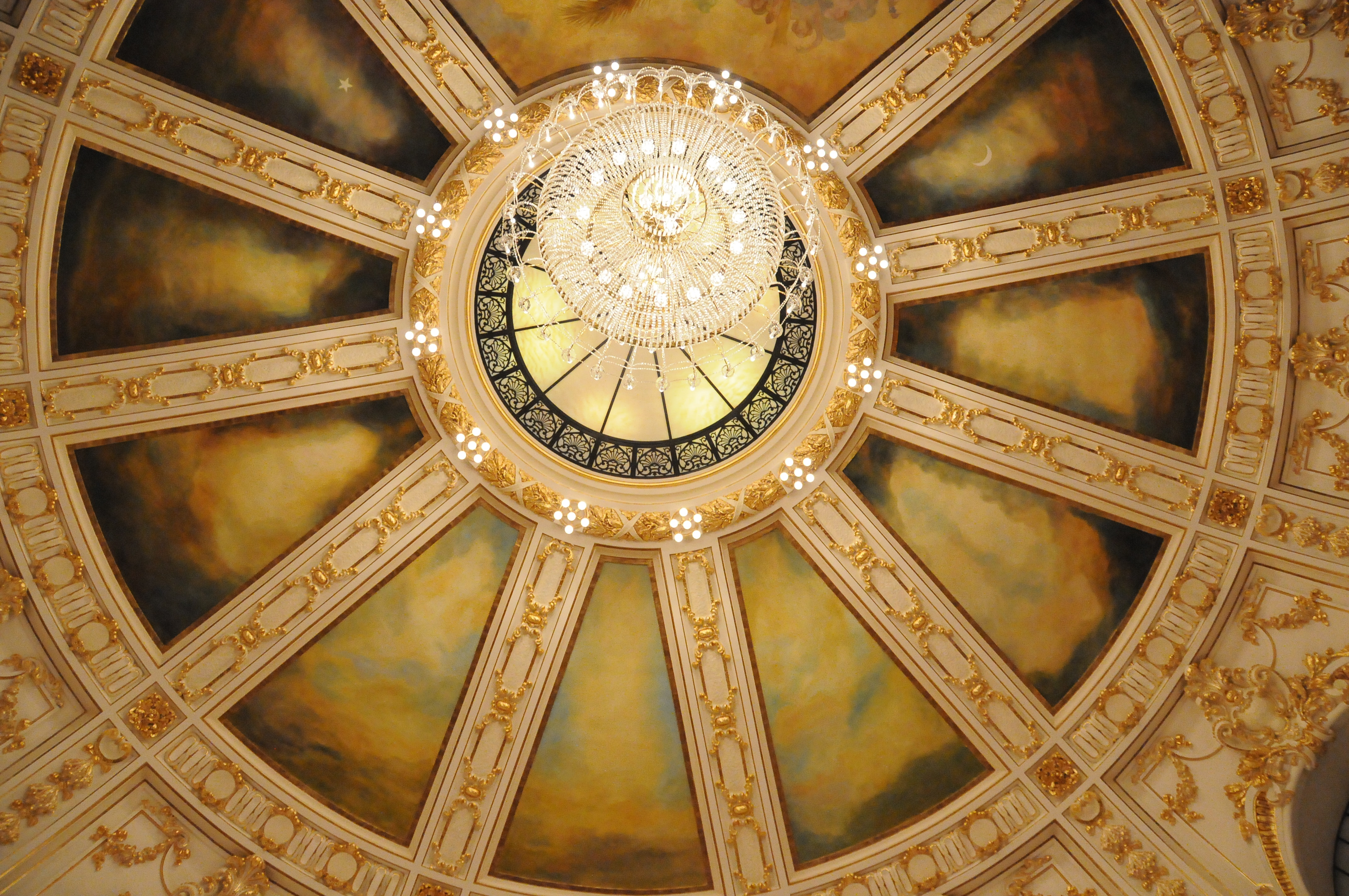
Theatro Circo (teto da sala de espetáculos)
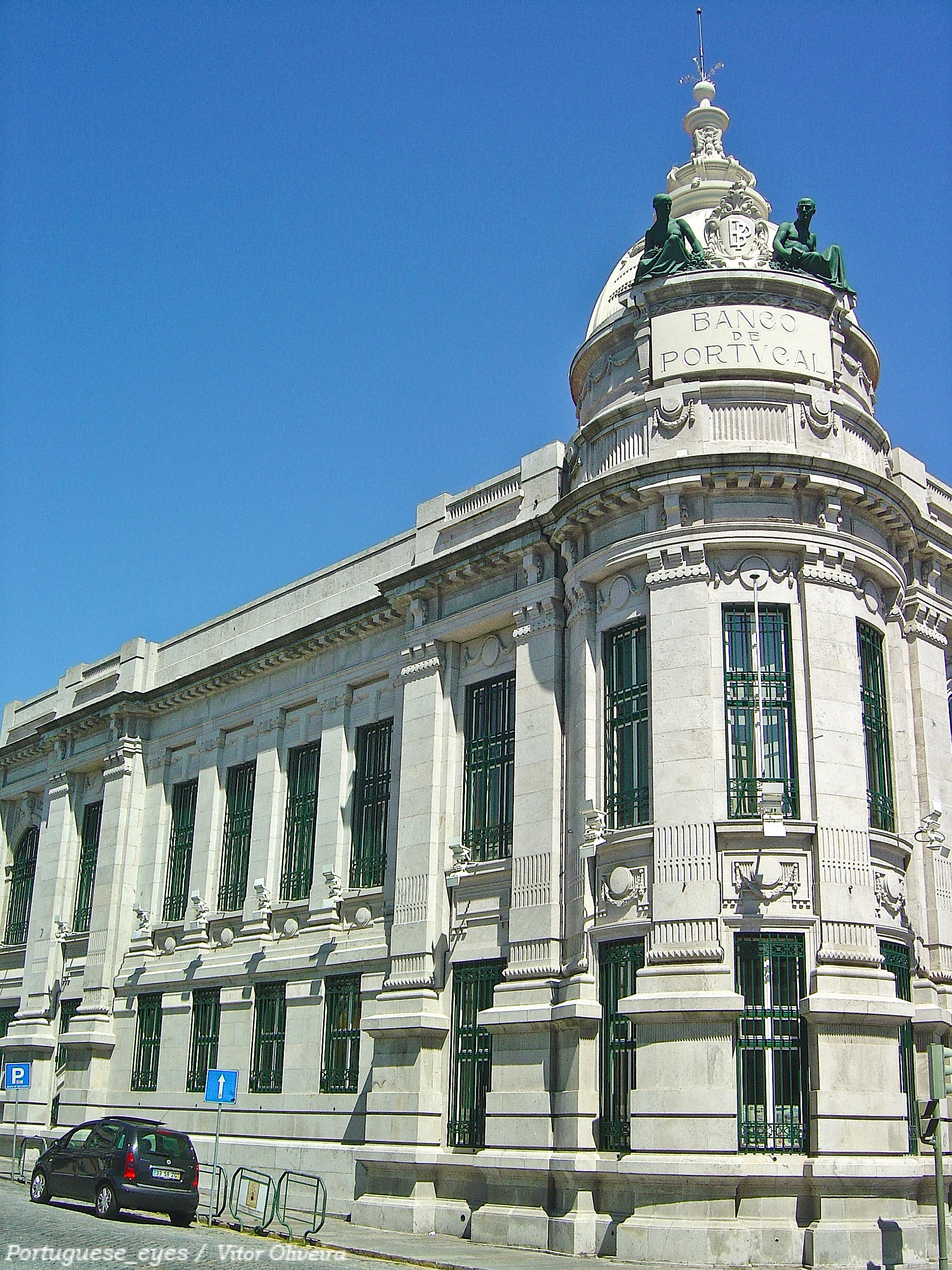
Agência do Banco de Portugal em Braga
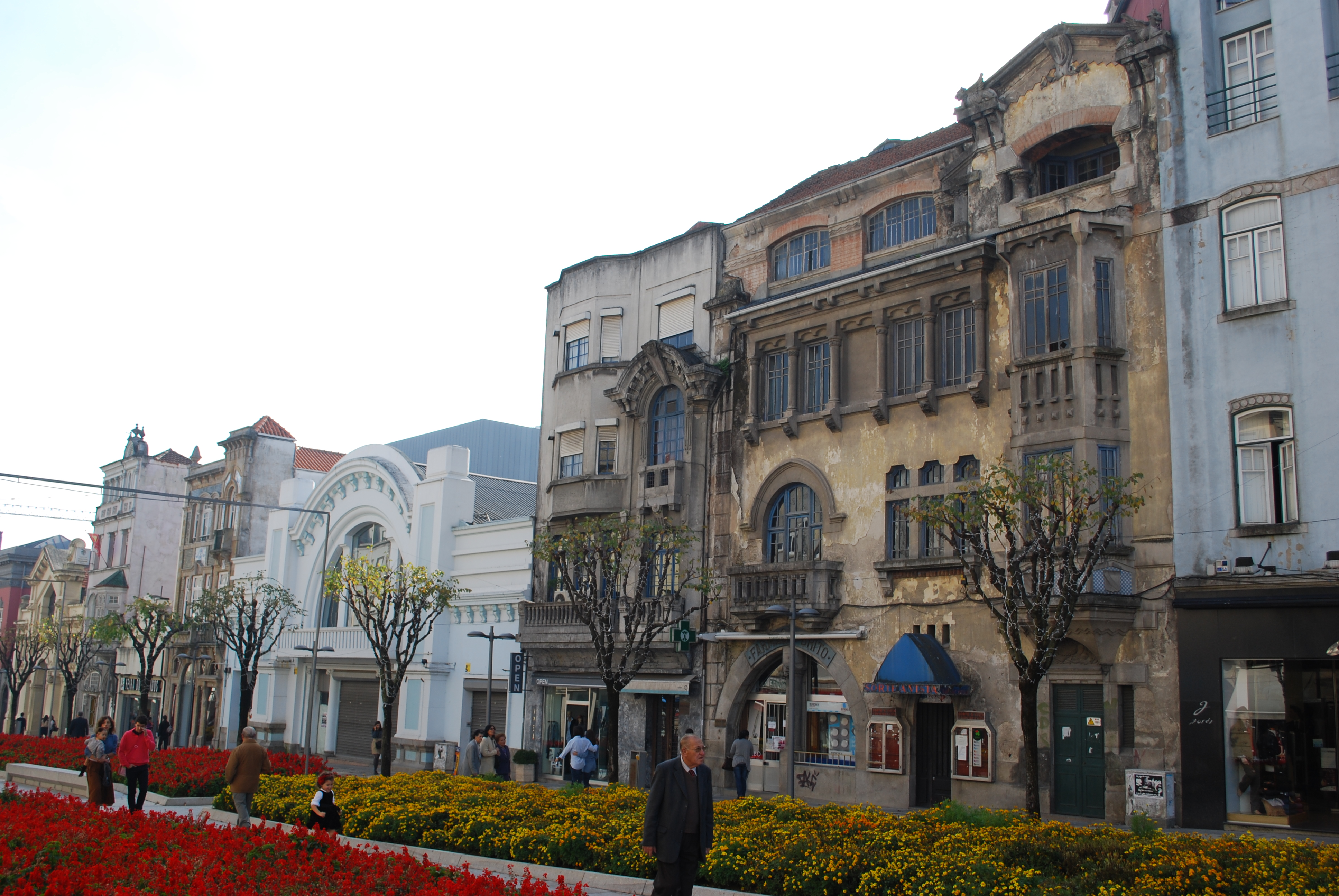
Edifícios na Avenida da Liberdade
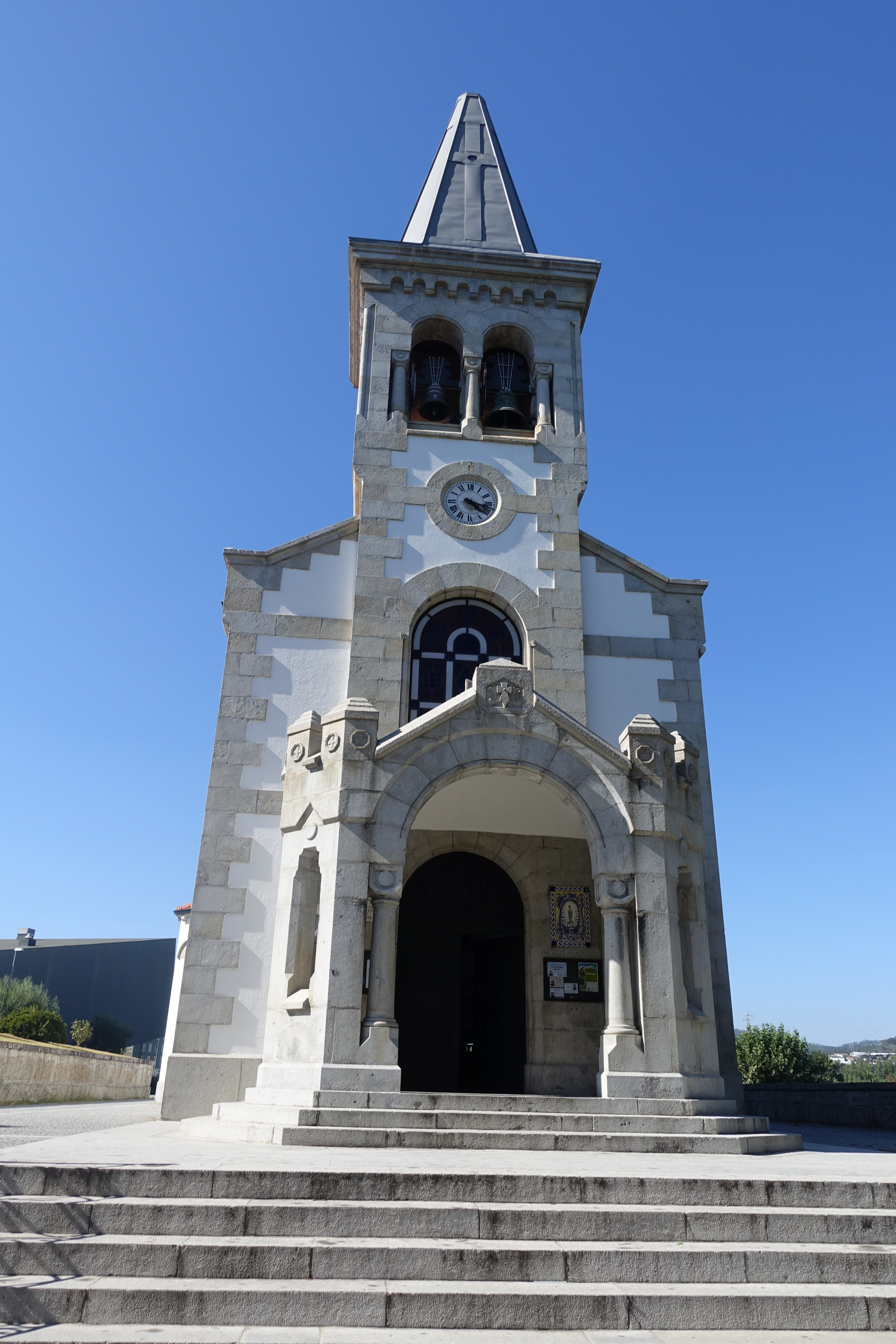
Igreja Matriz de Caldas das Taipas
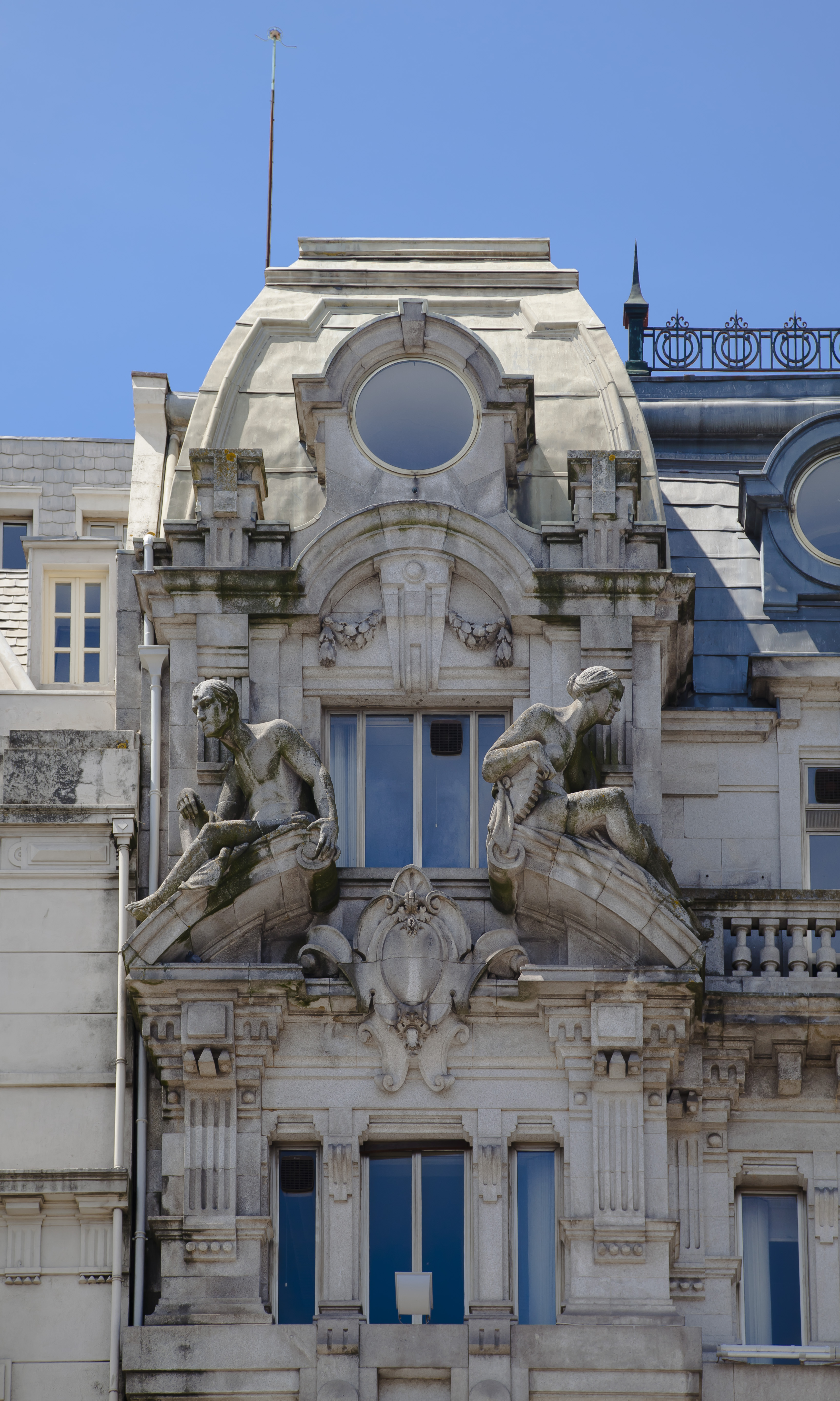
Edifício do Banco do Minho, Porto (pormenor)
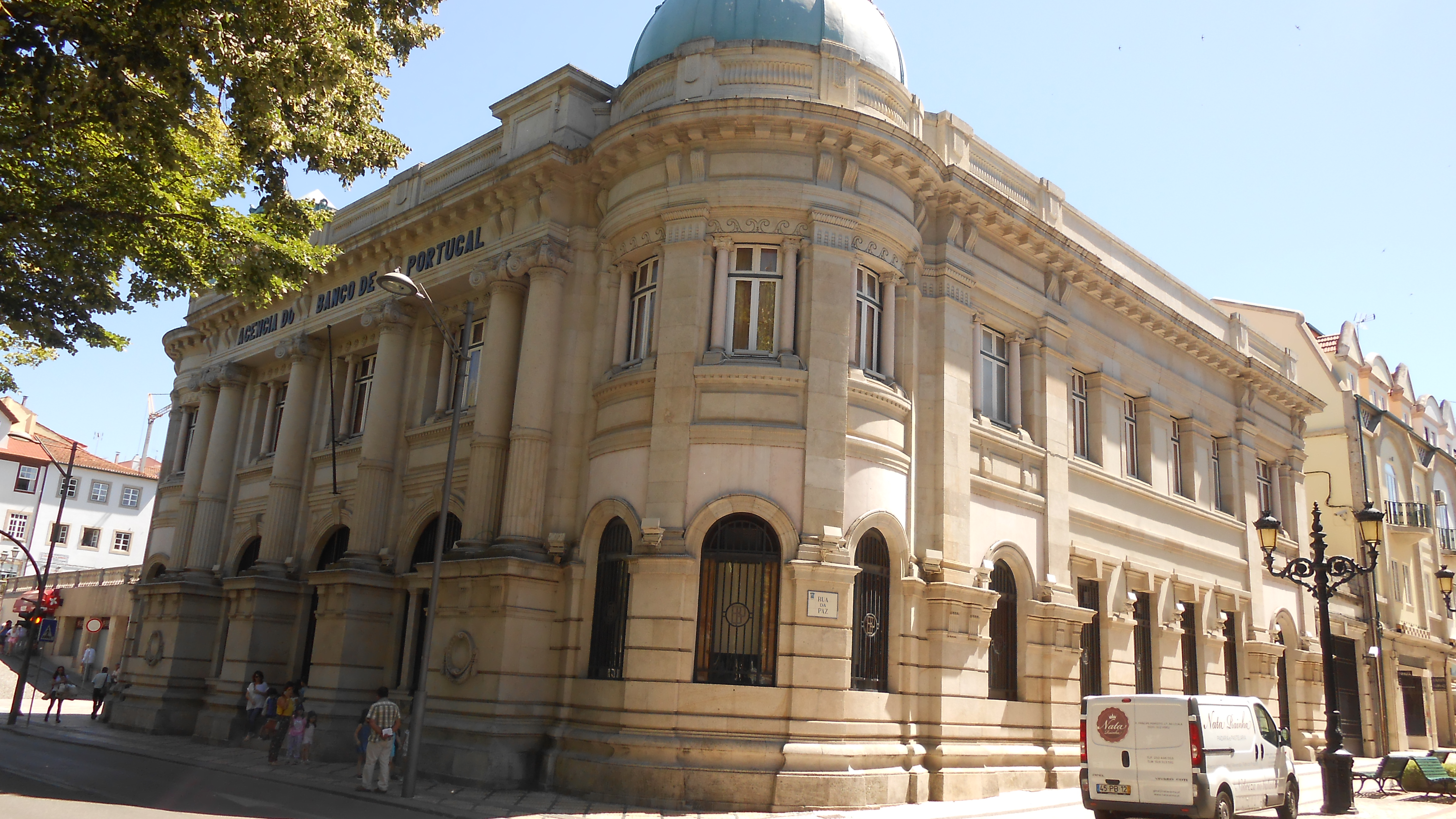
Agência do Banco de Portugal em Viseu
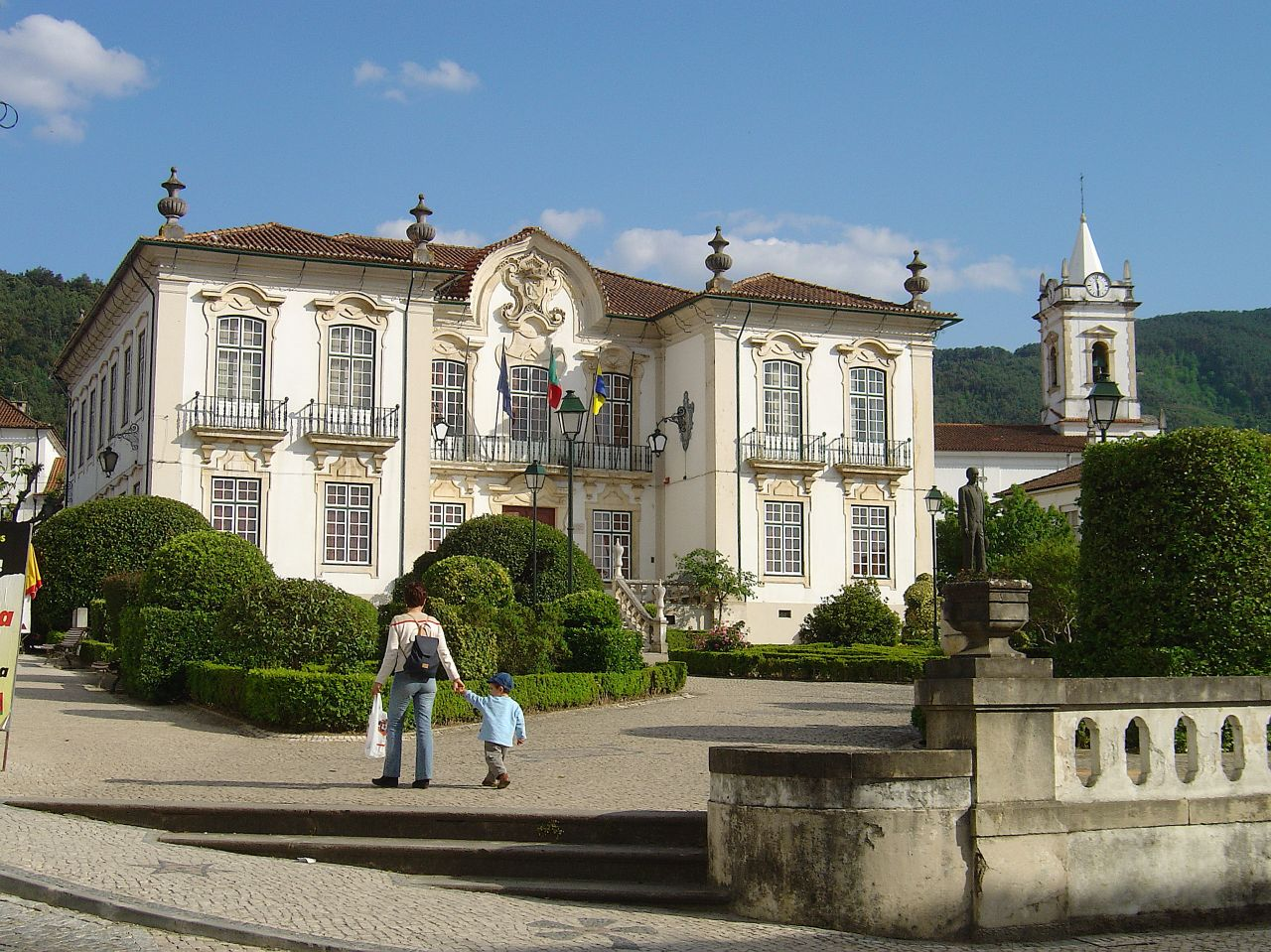
Câmara Municipal da Lousã